# Nikolai Alexandrowitsch Mitrochin

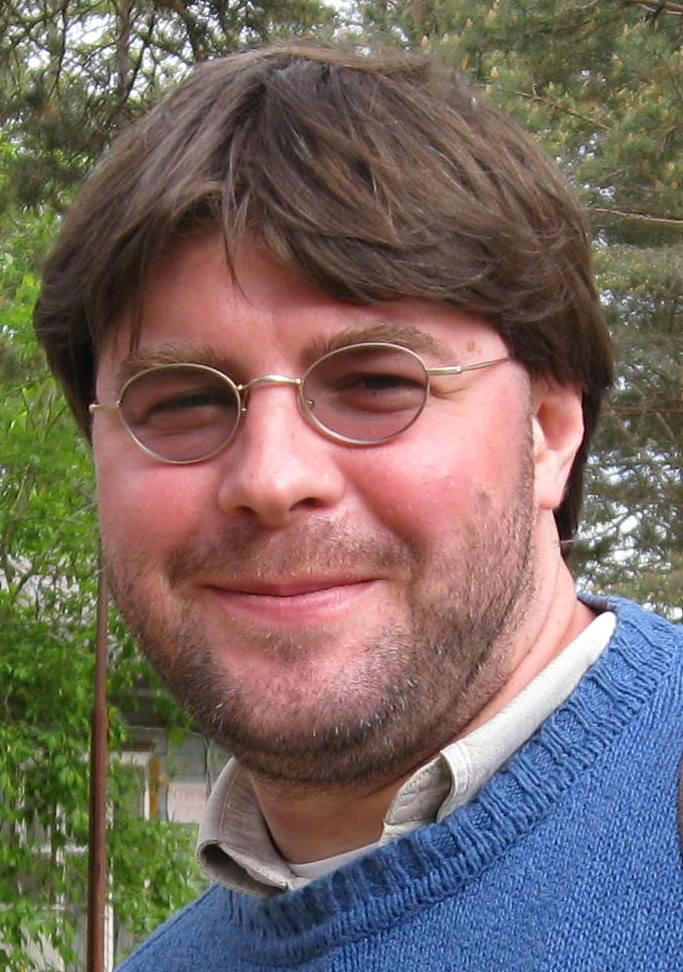
Nikolai Mitrochin (2008)

Nikolai Alexandrowitsch Mitrochin (russisch Николай Александрович Митрохин; * 13. September 1972 in Moskau) ist ein russischer Journalist und Historiker.

## Werdegang
Nach seiner Aspirantur 2002 an der Russischen Staatlichen Universität für Geisteswissenschaften am Lehrstuhl für Zeitgeschichte Russlands war Mitrochin von 1999 bis 2005 Wissenschaftlicher Mitarbeiter am Menschenrechtszentrum von „Memorial“ in Moskau. 2005 bis 2008 war er Bundeskanzler-Stipendiat der Alexander-von-Humboldt-Stiftung und Stipendiat der Gerda Henkel Stiftung in Berlin. In den Jahren 2008 bis 2014 war er und seit 2018 ist er wieder Wissenschaftlicher Mitarbeiter der Forschungsstelle Osteuropa an der Universität Bremen.

## Deutschsprachige Veröffentlichungen
- Zwischen Stabilität und Labilität: Die gesellschaftspolitische Situation im Süden und Osten der Ukraine. Friedrich-Ebert-Stiftung, Referat Mittel- und Osteuropa, 2015, ISBN 978-3-95861-270-9, OCLC 927153644.
- Die „Russische Partei“: Die Bewegung der russischen Nationalisten in der UdSSR 1953–1985. Ibidem-Verlag, 2014. ISBN 978-3-8382-0024-8, OCLC 892073910.
- Transnationale Provokation. Russische Nationalisten und Geheimdienstler in der Ukraine. In: Osteuropa. Nr. 5–6, 2014, ISBN 978-3-8305-3348-1, S. 157–174.